# Hahnbalzköpfl
Das Hahnbalzköpfl (auch Hahnbalzköpfel) ist ein 1861 m ü. A. hoher Berg in der Goldberggruppe der Zentralalpen im österreichischen Bundesland Salzburg.

## Lage und Umgebung
Der Gipfelbereich befindet sich an der Grenze der Gemeinde Dorfgastein im Osten und der Marktgemeinde Rauris im Westen, zwischen dem Bernkogel im Süden und dem Kreuzkögerl im Norden. Auf dem Berg liegen einige Almen. Davon gehören zur Ortschaft Unterberg die Lehenalm im Nordosten, die Amoseralm im Osten und die Amoser-Hochalm im Südosten und zur Ortschaft Teufenbach die Sachsalm im Nordwesten und die Hinterwinklstoff-Hochalm im Südwesten. Mehrere Nebenbäche der Gasteiner Ache haben ihren Ursprung am Hahnbalzköpfl, darunter der Neudeckbach und der Lerchhaltbach. In der Nähe des Gipfels liegen einige Tümpel. Über das Hahnbalzköpfl verläuft der Weitwanderweg Salzburger Almenweg.

## Geologie
In geologischer Hinsicht ist das Hahnbalzköpfl von metamorphem Kalksandstein, Sandstein, Paragneis, Metabrekzien und Phyllit, außerdem von Metabasalt des nördlichen Tauernfensters (Penninikum) geprägt.

## Fauna und Flora
An den östlichen Hängen erstreckt sich die Rotwild-Ruhezone Amoser-Hochalm, die von 1. November bis 31. Mai nicht betreten werden darf. Am Berg finden sich abschnittsweise Grünerlen-Buschwälder und Kleinseggenriede.